# NGC 54
NGC 54는 고래자리 방향에 있는 나선 은하이다.

## 같이 보기
- NGC 1 ~ 999 목록